# Hej hej sommar
Hej hej sommar ("Hola hola verano") fue el programa del "Sommarlovsmorgon" en Sveriges Television ("Televisión de Suecia") en los veranos de 2006, 2007 y 2008. Fue presentado por Nic Schröder en 2006 y 2007 y por Sandra Dahlberg y "Svante" (y también Nic) en 2008.
En 2006 Nic y las personas que Nic conoció durante su viaje en el autobús cantaron la canción, pero en 2007 Nic cantó solo. Sandra también cantó solo y ella también "kulade" a un pastoreo de vacas.

## 2006[1]
En 2006 Nic circulaba en Suecia en "Hej hej sändningsbussen" ("el Hola Hola Autobús de transmisión") que él ha "stulit" ("robado") de Sveriges Television. Del autobús Nic transmitido películas y programas de televisión, incluidan Flyg 29 saknas (excepto las 4 últimas programas), Emblas hemlighet, Plums y Hydronauterna.
Nic había competiciones para los observadores y los viernes había competiciones de agua a un parque acuático. Los viernes también tenía una persona famoso como invitado.
El programa de 2006 fue transmitido a las 9:15 entre el 19 de junio y el 11 de agosto (no los sábados y domíngos).

## 2007[2]
En 2007 Nic tomó Vägrenens camping ("Acampada de Vägrenen") (verdadero nombre: Sjöatorps camping), ubicado en Hjortsberga. Vivió en la acampada en su "Hej hej studio" ("Hola hola estudio") y del estudio transmitido películas/programas, incluidan Tintin, Blue Water High, Morden i midsommar, Fåret Shaun, Äventyr i Anderna, Flyg 29 saknas, Lillas smågodis y Unge Greve Dracula.
Nic había competiciones para los observadores y los viernes había competiciones de agua a un parque acuático.
Desde 2007 el programa de "Sommarlovsmorgon" es también transmitido a la noche. El programa de 2007 fue transmitido a las 9:15 y 18:30 entre el 11 de junio y el 17 de agosto (no los sábados y domíngos).

## 2008[3]

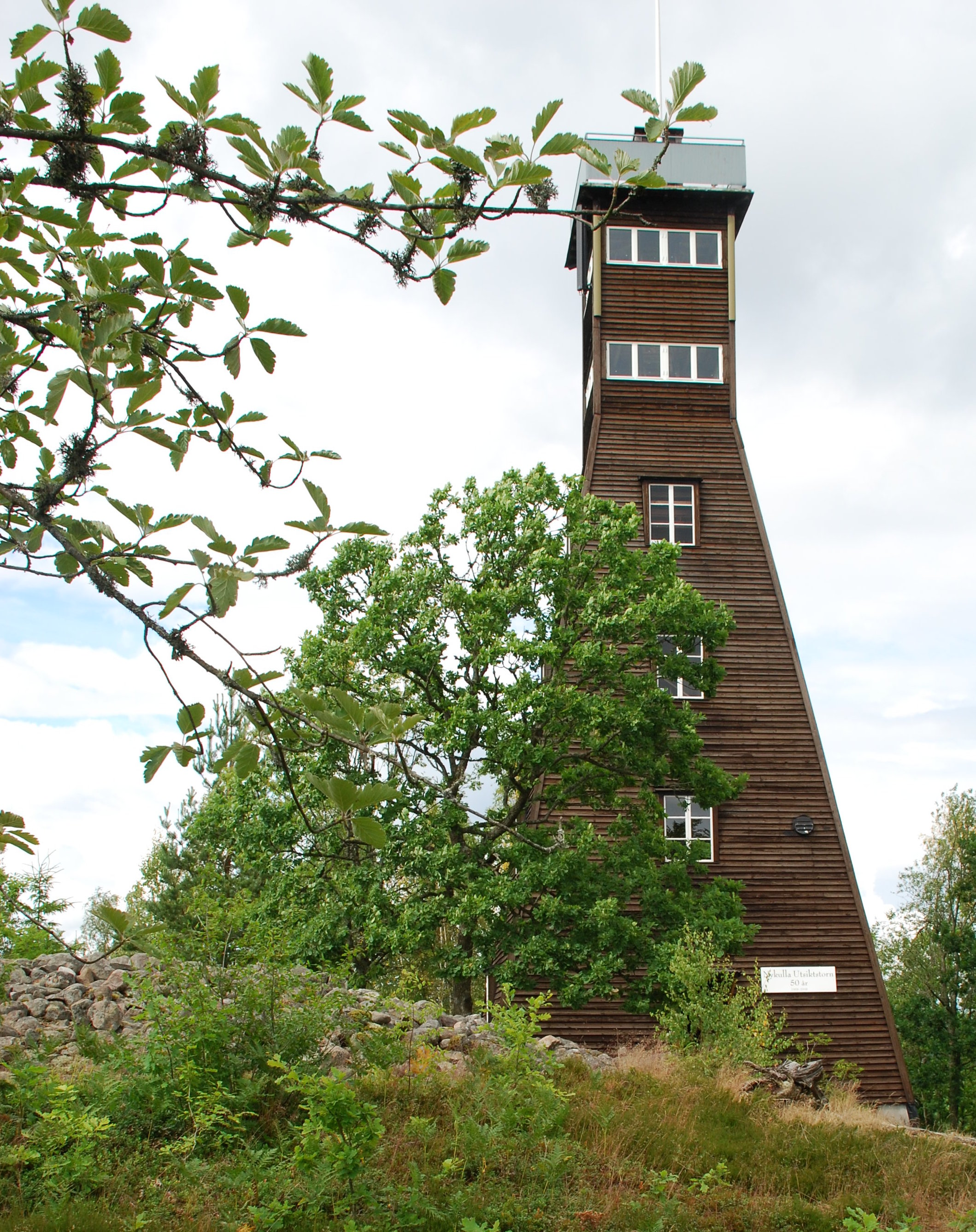
La torre de observación en Nykulla fue usado como la torre del estudio de "Hej hej sommar"

En 2008 Sandra Dahlberg presentado el programa, y Nic fue el protagonista del programa Det femte väderstrecket que Sandra transmitido. Sandra y Nic trabajaron para "Sektion SG", "Sektion för Särskilt Granskande" ("Sección de investigación especial"). Sandra vivió en una torre de estudio y transmitido películas y programas, incluidan Planet Sketch, Blue Water High, Philofix, Unge Greve Dracula, Värsta vännerna, Sune y Lillas smågodis, pero Sandra no sabía que un hombre que se llamaba Svante (verdadero nombre: Melker Henningsson) vivió en la torre. Los viernes Sandra y "Svante" había competiciones para los observadores. El programa de "Sommarlovsmorgon" de 2008 fue transmitido a las 9:15 y 18:30 entre el 9 de junio y el 15 de agosto (no los sábados y domíngos).